# Mũ nồi
Mũ nồi hay Mũ Bê-rê (tiếng Pháp: béret hoặc berret, tiếng Anh: beret) là một loại mũ tròn, mềm, đỉnh mũ dẹt. Mũ thường được làm bằng len, nỉ hay một số chất liệu khác.
Mũ nồi bắt đầu được sản xuất hàng loạt ở Pháp và Tây Ban Nha từ khoảng thế kỷ XIX. Bên cạnh mục đích thời trang, loại mũ này cũng thường xuất hiện cùng với đồng phục của binh lính, cảnh sát ở nhiều nước.

## Hình ảnh

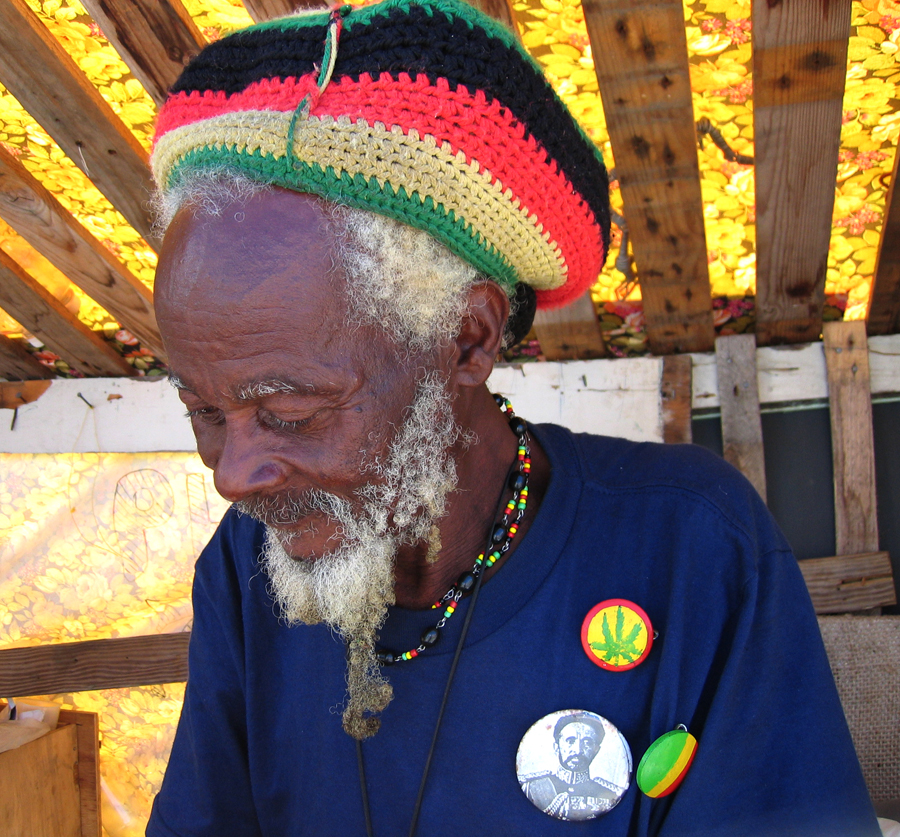
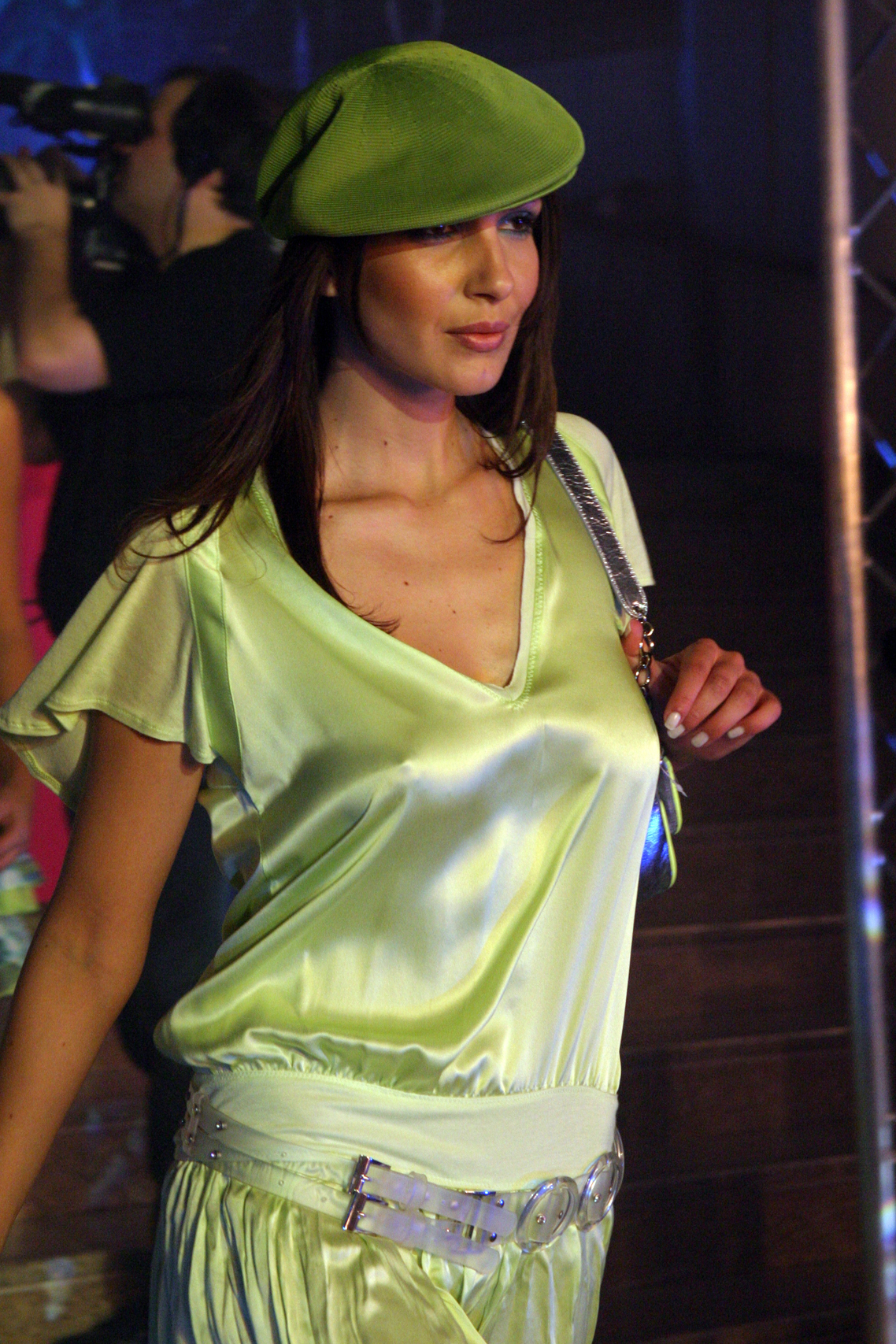

- Tập tin:Russian paratroopers 9 may 2005 b.jpg